# Joessel (Q109)
Pour les articles homonymes, voir Joessel.
Le Joessel (Q109) est un sous-marin d'attaque conventionnel (propulsion Diesel-électrique), construit pour la Marine nationale française entre 1913 et 1919. C'est le navire de tête de la classe Joessel. Il a été construit dans l'arsenal de Cherbourg entre 1913 et 1917. Il est entré en service dans la marine en 1920, et a servi jusqu'en 1936.

## Historique
Alors sous le commandement du Capitaine Ruë, ils sont, avec le Fulton, les premiers sous-marins français à franchir l'équateur en 1930 lors d'une navigation vers les territoires français de l'océan Indien.